# Tombe van Eva

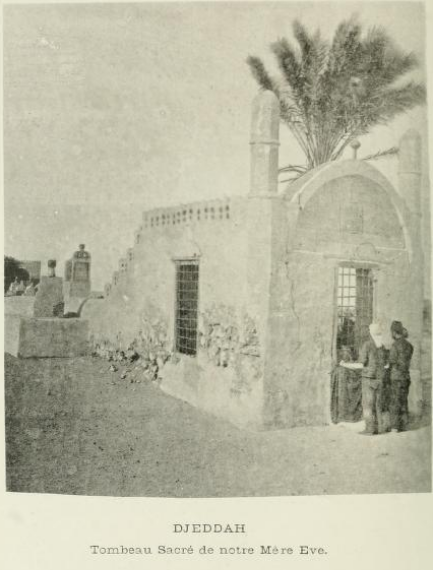
Tombe van Eva in 1894, tijdens de Ottomaanse periode

De Tombe van Eva is een graf in de Saoedische havenstad Jeddah.
Volgens sommige moslims is dit het graf van de religieus historische figuur Eva. De tombe is gebouwd op de plaats waarvan men vroeger aannam dat Eva er was gestorven en begraven. Hoewel Eva niet bij naam genoemd wordt in de Koran, wordt zij binnen de islam Hawwā (Arabisch: حواء) genoemd en beschouwd als een reëel persoon.
De graftombe is, evenals verscheidene andere, in 1975 door de Saoedische autoriteiten met beton afgedekt om te verhinderen dat het een bedevaartsoord voor pelgrims zou worden. Dit gebruik werd als ongewenst en afgoderij (shirk) gezien door de wahabistische stroming die in Saoedi-Arabië de dominante richting binnen de islam is.